# Ana Gasteyer
Ana Gasteyer (Washington, D.C., 4 de maio de 1967) é uma atriz estadunidense.

## Filmografia
- Seinfeld (1995) ... Mulher
- Saturday Night Live (1996-2002) ... Vários
- A Small Domain (1996) ... Mãe
- Hope and Gloria (1996) ... Girl
- Party of Five (1996) ... Emcee
- NYPD Blue (1996) ... Angie
- Courting Courtney (1997) ... Rosemary Colletti
- Meet the Deedles (1998) ... Mel
- Law & Order (1998) ... Empregada de Mônica
- Just Shoot Me! (1998) ... April
- Mad About You (1998) ... Praticante de yoga
- Dick (1999) ... Rose Mary Woods
- 3rd Rock from the Sun (2000) ... Dr. Brand
- Geppetto (2000) ... Sra. Giovanni
- Woman on Top (2000) ... Claudia Hunter
- TV Funhouse (2000-2001) ... Vários
- What's the Worst That Could Happen? (2001) ... Ann Marie
- Frasier (2002) ... Trish Haney
- I'm with Her (2003) ... Bonnie
- Mean Girls (2004) ... Cady's Mom
- Reefer Madness: The Musical (2005) ... Mae Coleman
- The Procedure (2007) ... Denise
- Finn on the Fly (2008) ... Dr. Madsen
- The Women (2008) ... Pat
- Dare (2009) ... Ruth Bergeer
- Valentine (2009) ... Mona McAllister
- The Electric Company (2009) ... Sandy Scrambler
- Chuck (TV series) ... Dasha (2010)
- Running Wilde (TV series) ... Anna Lowry (2010)
- The Good Wife (2010-2011)  ... Judge Patrice Lessner
- Curb Your Enthusiasm (2011) ... Jennifer
- Suburgatory (2011) ... Sheila Shay
- Fun Size (2012) ... Jackie Leroux
- Robot & Frank (2012) ... Lojista
- Rapture-Palooza (2013) ... Mrs. Lewis
- Paul Blart: Mall Cop 2 (2015)...Mrs. Gundermutt
- Grease: Live! (2016)... Diretora McGee